# Strumigenys grandidieri
Strumigenys grandidieri är en myrart som beskrevs av Auguste-Henri Forel 1892. Strumigenys grandidieri ingår i släktet Strumigenys och familjen myror. Inga underarter finns listade i Catalogue of Life.

## Bildgalleri

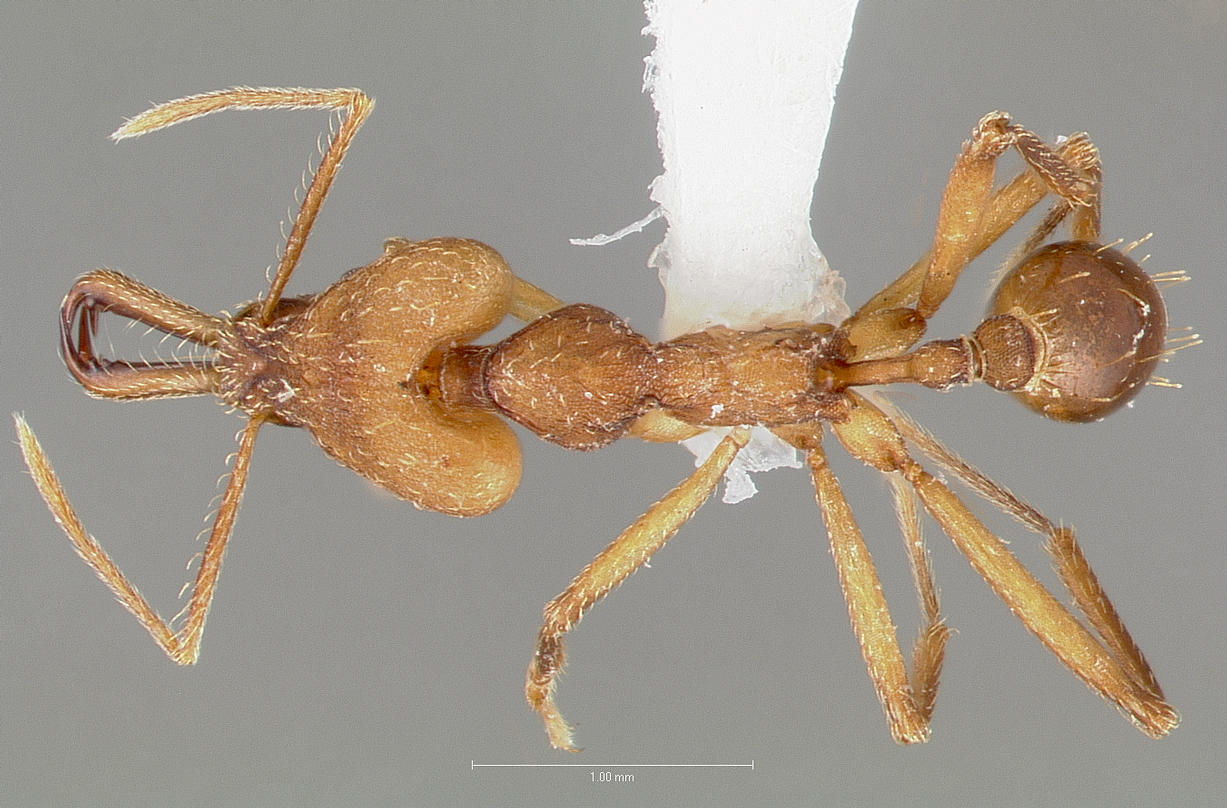
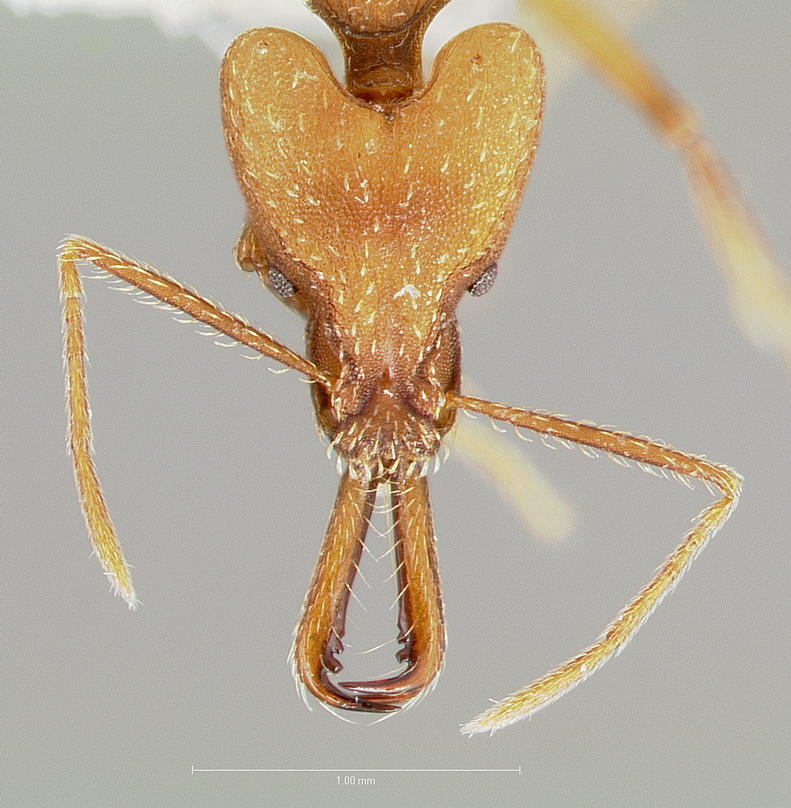
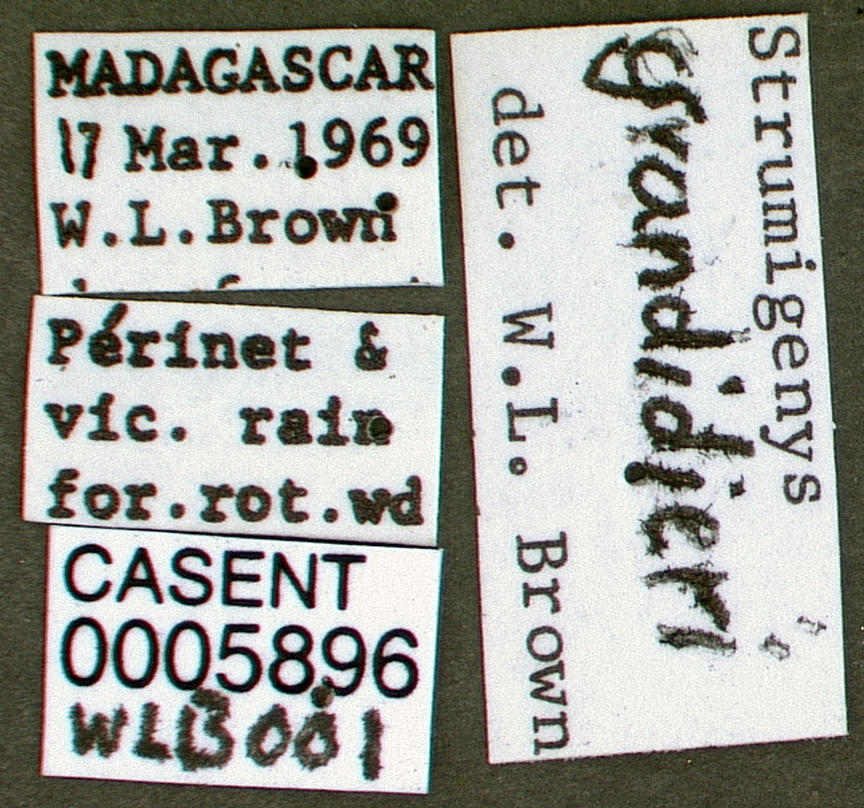
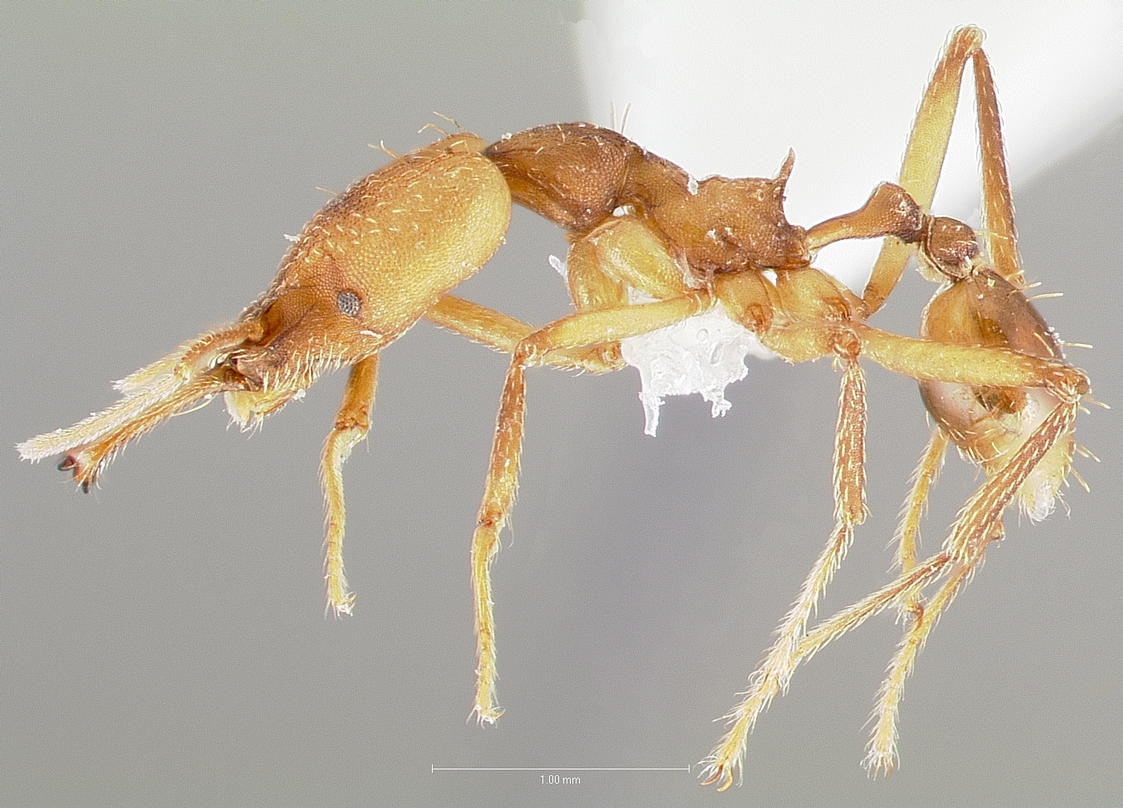
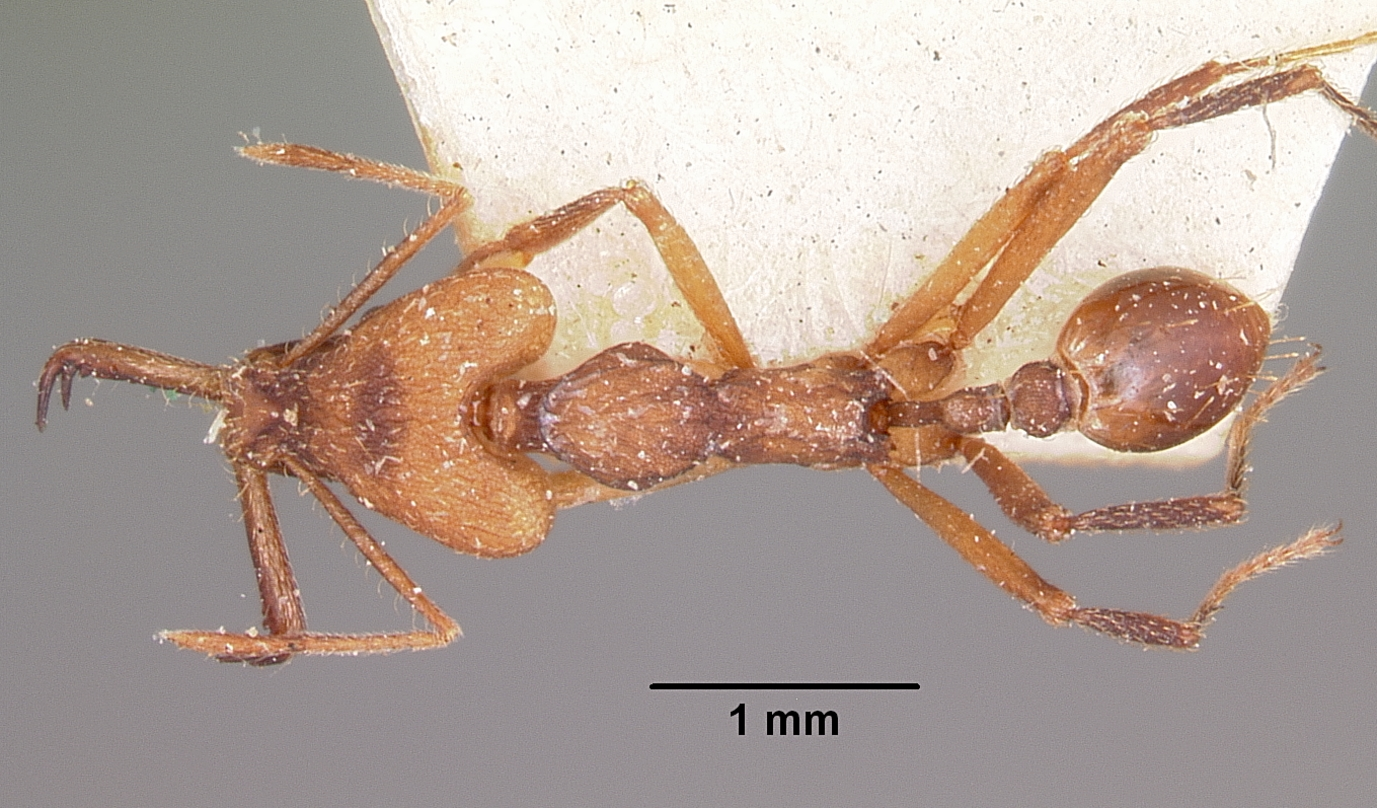
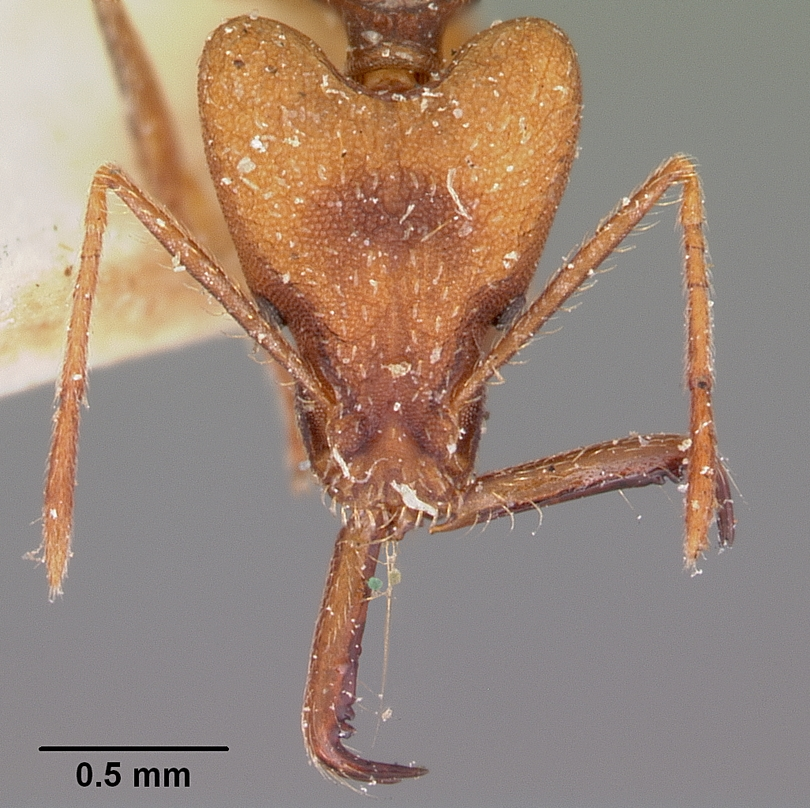